# 1736 Floirac
1736 Floirac è un asteroide della fascia principale. Scoperto nel 1967, presenta un'orbita caratterizzata da un semiasse maggiore pari a 2,2283535 UA e da un'eccentricità di 0,1692142, inclinata di 4,54844° rispetto all'eclittica.
L'asteroide è dedicato all'omonimo sobborgo di Bordeaux nel quale si trova l'osservatorio che l'ha scoperto.